# Góry (Mikulin)
Góry – kolonia wsi Mikulin w Polsce położona w województwie lubelskim, w powiecie kraśnickim, w gminie Kraśnik.

## Historia
Góry już w XIX stanowiło przedmieście Kraśnika. 1 stycznia 1973 południową, podłużną część Gór odłączono od Kraśnika (czyli obszar z wyjątkiem terenów położonych między ulicą Śliską i drogą biegnącą od tej ulicy do kolonii Pasieka a granicą z Mikulinem), tworząc w niej sołectwo Góry w nowo utworzonej gminie Kraśnik. Mniejsza lecz zasadnicza część Gór pozostała w granicach Kraśnika.
W latach 1975–1998 miejscowość należała administracyjnie do województwa lubelskiego.